# Стрийська вулиця (Київ)
Стри́йська ву́лиця — вулиця у Святошинському районі міста Києва, місцевість Ґалаґани. Пролягає від вулиці Ґалаґанівської до Чистяківської вулиці. Прилучаються вулиця Рене Декарта та провулок Анатолія Базилевича.

## Історія
Вулиця виникла в середині ХХ століття під назвою Нова. Сучасна назва — з 1955 року, на честь м. Стрий.

## Зображення

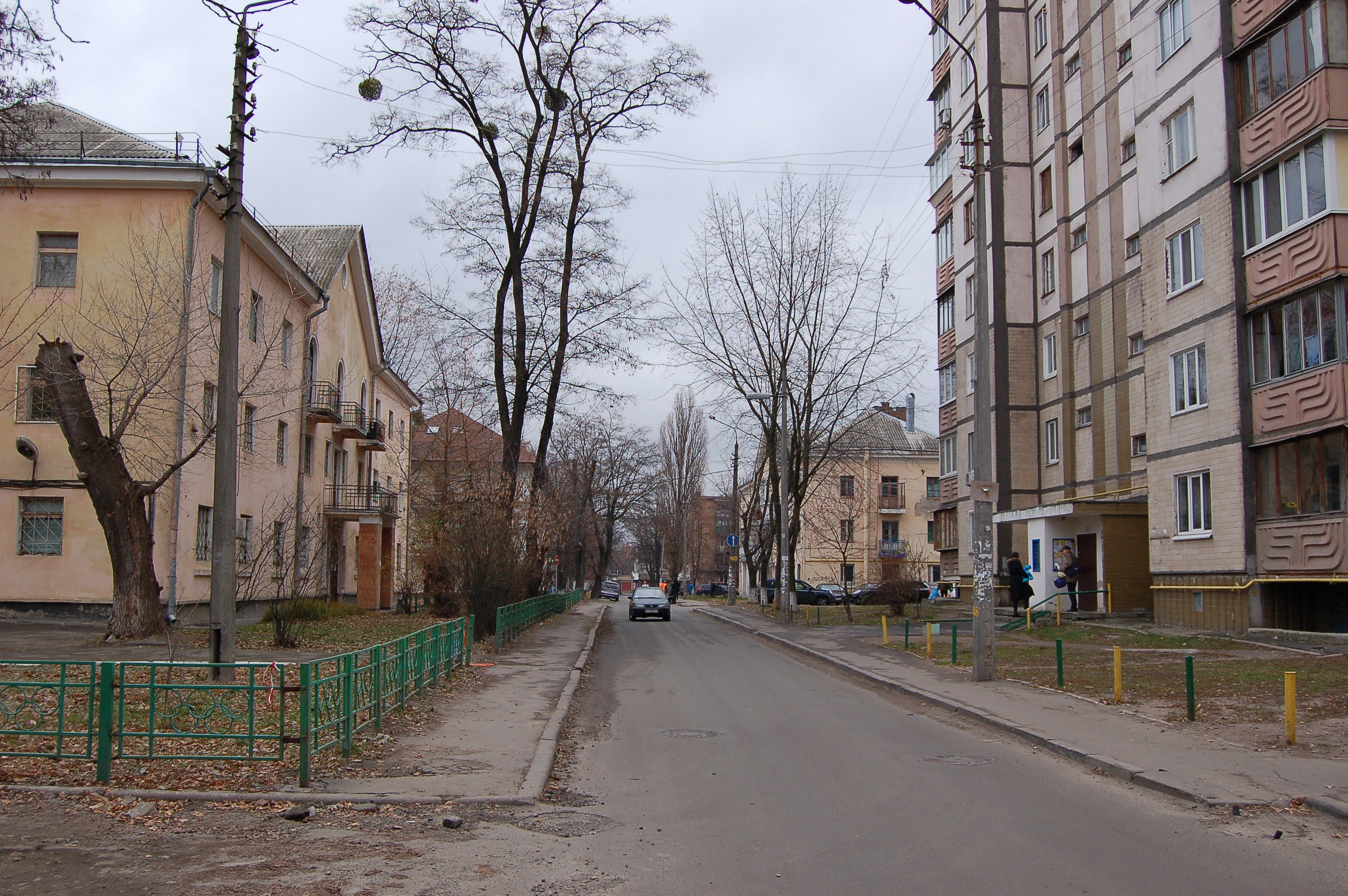
Стрийська вулиця поблизу перехрестя з вулицею Рене Декарта
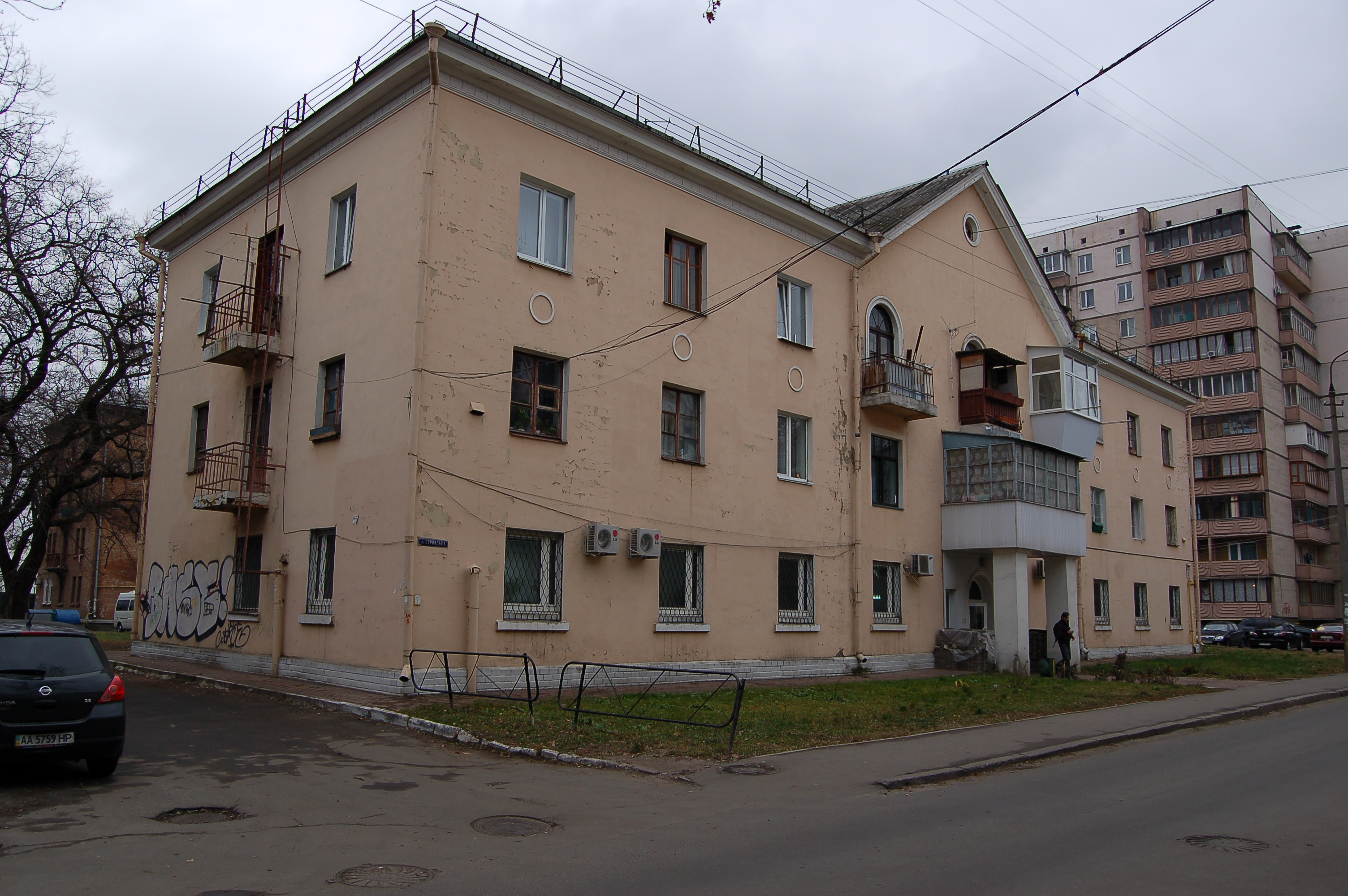
Будинок №5